# Emilio Rentería
Emilio Rentería García (Caracas, Distrito Federal; 9 de octubre de 1984) es un futbolista venezolano que juega como delantero en el CD Buñol de la Lliga Comunitat de España.

## Biografía
Se inicia en la Escuela de Fútbol Montalbán en Caracas, luego continuaría ascendiendo hasta llegar al nivel profesional con el club español Levante UD.

### Levante UD
El 13 de junio de 2004 debutó con el Levante en la Segunda División de España en la jornada 41, contra el Polideportivo Ejido, con victoria de 2-0, disputando 14 minutos del segundo tiempo. En total, en la Segunda División de España disputó dos partidos, sin marcar gol, y jugando 43 minutos y recibiendo una tarjeta amarilla; logró el ascenso a Primera División de España, pero debido a una lesión el conjunto lo descartó y lo cedió a préstamo durante dos años a diferentes equipos venezolanos, hasta que obtuvo su carta de libertad en el 2006.

### Deportivo Italchacao
Debido a una lesión de ligamentos, el equipo Levante UD lo cedió en préstamo al Deportivo Italchacao hasta su recuperación, con el que disputa únicamente la liga venezolana 2004/05, marcando siete goles, pero nuevamente se lesiona y es cedido seis meses al Deportivo Italmaracaibo.

### Italmaracaibo
Con el Club Deportivo Italmaracaibo se lesiona en la pierna derecha en la temporada 2004/05 y es cedido al Italmaracaibo, con el que termina la temporada marcando tres goles.
El 10 de agosto de 2005 sufrió un duro golpe en su pie izquierdo contra Mineros de Guayana, produciéndose una fractura en el quinto metatarsiano (dedo meñique del pie): tendrá que tener el pie inmovilizado durante un mes y medio aproximadamente ya que no requiere cirugía.
En la liga venezolana 2005/06 marcó un gol.

### UA Maracaibo
Luego de terminar su contrato con el Levante Unión Deportiva, el equipo venezolano Unión Atlético Maracaibo compra su ficha para la temporada temporada 2006/07.
El 17 de septiembre de 2006 marcó su primer gol con el Maracaibo contra el Trujillanos Fútbol Club, dándole el empate a uno a su equipo y marcando el gol en el minuto 86.
El 21 de febrero de 2007 debutó en la Copa Libertadores 2007 contra el Clube de Regatas do Flamengo, con derrota de 3-1 y disputando 67 minutos de titular.
En la Liga Venezolana 2006/07 disputó 15 partidos, uno de los cuales lo hizo de titular y logró marcar cuatro goles, jugando 322 minutos, recibiendo una tarjeta amarilla, quedando subcampeones. En total, en la Copa Libertadores 2007 disputó tred partidos, dos de los cuales fueron de titular, pero no marcó ningún gol, jugando 172 minutos, quedando de cuartos y sin poder clasificarse para los octavos de final.

### Caracas FC
El 24 de mayo de 2007 es anunciado su traspaso al Caracas FC para la temporada 2007/08 con un contrato de dos años, que podría ampliarse a un tercer año.
El 5 de agosto de 2007 debuta con el Caracas FC en la Primera división venezolana 2007/08 en la primera jornada, contra el Aragua Fútbol Club, con empate de dos, disputando 27 minutos del segundo tiempo. El 16 de septiembre de 2007 marcó su primer gol con el Caracas FC, contra el Deportivo Anzoategui, con victoria por 3-2, disputando los 90 minutos y marcando el gol que le dio la victoria a su equipo, en el minuto 85.
El 26 de septiembre de 2007 debutó en la Copa Venezuela de Fútbol 2007 contra el Carabobo Fútbol Club, con victoria por 2-0, disputando 21 minutos y marcando dos goles en su debut, en los minutos 75 y 91, dándole la clasificación a su equipo. El 8 de marzo de 2008 resulta lesionado en el partido contra Llaneros FC, con una contractura en el muslo derecho.
El 31 de julio de 2008 se volvió a lesionar en el partido de la final contra el Deportivo Táchira, a los 15 minutos, a causa de una mala caída, lo que le obligó a retirarse en camilla del terreno; Rentería cayó sobre su hombro derecho y tuvo que ser inmovilizado de inmediato.
En total, en la liga venezolana 2007/08 disputó 32 partidos, 23 de titular y marcando cinco goles. 
En la Copa Libertadores 2008 disputó seis partidos, dos de ellos de titular, marcando un gol, jugando 244 minutos, quedando de terceros, sin poder clasificar para los octavos de final.
En total en la Copa Venezuela de Fútbol 2007 disputó dos partidos, los dos de suplente, pero marcó dos goles, jugando 45 minutos, siendo eliminados en los cuartos de final.
El 3 de mayo de 2009 repite la escena vivida ante el Cuenca en la Libertadores, marcando el gol del Caracas FC en el partido de ida de la final de la Primera División Venezolana, ante al Deportivo Italia, campeón del Apertura. Encuentro que finalizó 1-1; a la postre el Caracas FC lograría su décima estrella en la vuelta, ganando 5-0, sin la participación de Rentería, quien salió tocado del partido ante Gremio en los cuartos de final de la Libertadores.

### Monagas Sport Club
Empieza a trabajar con el Monagas Sport Club por seis meses, para el Torneo Clausura de 2016. El 14 de agosto logra su primer gol para el Monagas, partido que finalizó 4 a 1 a favor del Caracas FC. Para el encuentro de Copa Venezuela ante el Deportivo Anzoategui, celebrado el 25 de agosto, Renteria concreto un gol.

### Columbus Crew
Rentería se unió aL Columbus Crew el 19 de agosto de 2009 e hizo su primera aparición en la MLS Gold el 20 de septiembre de 2009, jugando los últimos tres minutos de un partido de liga contra el Chicago Fire. Durante 2010/2011, Rentería pudo entrar en el equipo abridor y demostrar su valía para el Columbus Crew. Su primer gol de la temporada llegó el 20 de mayo de 2010 contra los Red Bulls de Nueva York cuando le robó un pase al defensor Tim Ream y anotó sin asistencia. El 17 de julio de 2010, Rentería anotó otro gol en el partido de Columbus Crew contra los Red Bulls durante una victoria de 2-0. Rentería puso fin a la racha de 245 minutos sin goles del Equipo en el minuto 20. El 24 de julio de 2010, Rentería anotó un gol en la primera mitad frente a Houston Dynamo. El contrato de Rentería no fue revalidado después de la temporada 2012.

### Metropolitanos Fútbol Club
Para la temporada 2017 empieza a trabajar en Metropolitanos Fútbol Club.

### CD BUÑOL
Para la temporada 23-24 iniciará su andanza con el CD BUÑOL en Valencia, España.

## Estadísticas
- Última actualización el 30 de enero de 2017.
- Basado en estadísticas de Soccerway.

| Equipo            | Temporada | Liga             | Liga             | Copas nacionales | Copas nacionales | Copas internacionales | Copas internacionales | Total | Total |
| Equipo            | Temporada | PJ               | Goles            | PJ               | Goles            | PJ                    | Goles                 | PJ    | Goles |
| Venezuela         | Venezuela | Primera División | Primera División | Copa Venezuela   | Copa Venezuela   | CONMEBOL              | CONMEBOL              | PJ    | Goles |
| ----------------- | --------- | ---------------- | ---------------- | ---------------- | ---------------- | --------------------- | --------------------- | ----- | ----- |
| Monagas SC        | 2016      | 17               | 1                | 1                | 1                | 0                     | 0                     | 18    | 2     |
| Monagas SC        | Total     | 17               | 1                | 1                | 1                | 0                     | 0                     | 18    | 2     |
| Metropolitanos FC | 2017      |                  |                  |                  |                  |                       |                       |       |       |
| Metropolitanos FC | Total     |                  |                  |                  |                  |                       |                       |       |       |
| Total             | Total     | 17               | 1                | 1                | 1                | 0                     | 0                     | 18    | 2     |

## Selección nacional
- Debutó en la Selección de fútbol de Venezuela en un partido amistoso disputado contra Haití el 3 de febrero de 2008, celebrado en el Estadio José Antonio Anzoátegui de Puerto La Cruz, con resultado de 1-0 a su favor, siendo titular y disputando 63 minutos.

### Campeonato Sudamericano Sub-17
| Sudamericano Sub-17 | Sede    | Resultado  | PJ | Goles |
| ------------------- | ------- | ---------- | -- | ----- |
| Sudamericano 2001   | Ecuador | Fase final | 7  | 2     |

- Disputó los siete partidos, todos de titular, marcando dos goles y jugando 594 minutos: contra Uruguay, Ecuador, Perú, Brasil, Paraguay y dos contra Argentina, marcándole dos goles a Ecuador y Paraguay, quedando de segundos clasificando a la fase final, quedando de cuartos.

### Campeonato Sudamericano Sub-20
| Sudamericano Sub-20 | Sede    | Resultado    | PJ | Goles |
| ------------------- | ------- | ------------ | -- | ----- |
| Sudamericano 2003   | Uruguay | Primera fase | 4  | 0     |

- Disputó los cuatro partidos, tres de titular, pero no marcó ningún gol, jugando 226 minutos contra Paraguay, Argentina, Chile y Colombia, sin clasificarse para la fase final.

### Rentería, en la Vinotinto
| Detalle                  | Juegos | Goles |
| ------------------------ | ------ | ----- |
| Copa América             | 0      | 0     |
| Eliminatorias al Mundial | 0      | 0     |
| Amistosos                | 7      | 0     |
| Total                    | 7      | 0     |

Último Partido: Colombia - Venezuela (12 de agosto de 2009)

## Clubes

### Juvenil
| Club         | País      | Año       | PJ | Goles |
| ------------ | --------- | --------- | -- | ----- |
| Caracas FC B | Venezuela | 2000-2001 |    |       |
| Levante B    | España    | 2001-2003 |    |       |

### Profesional
| Club                    | País                 | Año           | PJ | Goles |
| ----------------------- | -------------------- | ------------- | -- | ----- |
| Levante                 | España               | 2003-2004     | 2  | 0     |
| Deportivo Italchacao    | Venezuela            | 2004-2005     |    | 11    |
| Deportivo Italmaracaibo | Venezuela            | 2005-2006     | 3  | 1     |
| UA Maracaibo            | Venezuela            | 2006-2007     | 18 | 4     |
| Caracas                 | Venezuela            | 2007-2009     | 56 | 10    |
| Columbus Crew           | Estados Unidos       | 2009-2012     | 70 | 16    |
| Defensor Sporting       | Uruguay              | 2012-2013     | 9  | 1     |
| Carabobo                | Venezuela            | 2013          | 15 | 5     |
| Caracas                 | Venezuela            | 2014          | 9  | 0     |
| San Marcos de Arica     | Chile                | 2014-2015     | 26 | 6     |
| Ñublense                | Chile                | 2015-2016     | 28 | 4     |
| Monagas                 | Venezuela            | 2016          | 14 | 2     |
| Metropolitanos          | Venezuela            | 2017          | 32 | 2     |
| Academia Puerto Cabello | Venezuela            | 2018-2021     | 62 | 9     |
| Club Atlético Pantoja   | República Dominicana | 2022          | 6  | 2     |
| CD Buñol                | España               | 2023-presente | ?  | ?     |

### Competiciones
| Competición         | PJ  | Goles |
| ------------------- | --- | ----- |
| Liga Venezolana     | 77  | 39    |
| Segunda División    | 2   | 0     |
| Copa Venezuela      | 2   | 2     |
| Copa Libertadores   | 14  | 2     |
| Selección Nacional  | 1   | 0     |
| Liga Estadounidense | 5   | 1     |
| Total de Carrera    | 142 | 55    |

## Palmarés

### Campeonatos nacionales
| Título                        | Club              | País      | Año       |
| ----------------------------- | ----------------- | --------- | --------- |
| Segunda División              | Levante UD        | España    | 2003-2004 |
| Primera División de Venezuela | Caracas FC        | Venezuela | 2008-2009 |
| Clausura                      | Defensor Sporting | Uruguay   | 2013      |

- Sub-Campeón: Liga Venezolana UA Maracaibo 2006-2007
- Sub-Campeón: Liga Venezolana Caracas FC 2007-2008

## Personal
En noviembre de 2014 Rentería sufrió ofensas racistas que le hicieron pensar en abandonar Chile. El sábado 22 de noviembre se suspendió un partido contra Deportes Iquique por ofensas contra él y vandalismo contra el estadio.